# Jimmy Calderwood
Jimmy Calderwood (Glasgow, Escocia; 28 de febrero de 1955 – 19 de enero de 2025) fue un futbolista y entrenador de fútbol escocés que jugó en la posición de centrocampista.

## Carrera

### Club
| Periodo   | Club                           | Apariciones | Goles |
| --------- | ------------------------------ | ----------- | ----- |
| 1972–1980 | Birmingham City FC             | 145         | 4     |
| 1979-1980 | → Cambridge United FC (cedido) | 8           | 0     |
| 1980      | → Sparta Rotterdam (cedido)    | 10          | 0     |
| 1980-1982 | Willem II Tilburg              | 44          | 1     |
| 1982-1987 | Roda JC                        | 124         | 1     |
| 1987-1989 | Heracles Almelo                | 33          | 7     |

### Selección nacional
Jugó para Escocia en la categoría sub-23 en una ocasión en 1974.

### Entrenador
| Periodo   | Club                    |
| --------- | ----------------------- |
| 1996-1997 | Willem II Tilburg       |
| 1997-1999 | NEC Nijmegen            |
| 1999–2004 | Dunfermline Athletic FC |
| 2004–2009 | Aberdeen FC             |
| 2010      | Kilmarnock FC           |
| 2011      | Ross County FC          |
| 2012      | Go Ahead Eagles         |
| 2014      | De Graafschap           |

## Muerte
Calderwood murió por complicaciones con la demencia el 19 de enero de 2025 a los 69 años.

## Logros

### Entrenador
- Copa Fife: 2000-01, 2002-03
- Scottish Challenge Cup: 2010-11

### Individual
- Entrenador del Mes en Escocia: marzo de 2002, abril de 2004, agosto de 2004, febrero de 2006, abril de 2006